# Friends on Mushrooms Vol.1
Friends on Mushrooms Vol. 1 è un EP del gruppo psy-trance Infected Mushroom pubblicato il 22 gennaio 2013 da Dim Mak Records.

## Tracce
1. Where Do I Belong (feat. Hope VI) - 3:26
2. Bass Nipple - 4:54
3. Astrix On Mushrooms (feat. Astrix) - 9:57
4. Mambacore - 4:19